# Davydovka
Davydovka (in russo Давыдовка?) è un insediamento di tipo urbano della Russia europea, situato nel rajon Liskinskij dell'oblast' di Voronež.
Si trova a sud-sud-est di Voronež.